# Armand de Brignac
Armand de Brignac (auch Ace of Spades) ist eine Champagner-Marke, die von dem französischen Familienunternehmen Cattier in Zusammenarbeit mit Sovereign Brands in der Champagne produziert und seit 2006 in mehreren Ländern verkauft wird. Seit November 2014 gehört die Marke Shawn Corey Carter, der als Rapper Jay-Z bekannt wurde. 2021 wurden 50 % des Unternehmens an LVMH verkauft.
Das bekannteste Produkt Armand de Brignac Brut Gold zeichnet sich durch die vergoldete Flasche aus.

## Produktion

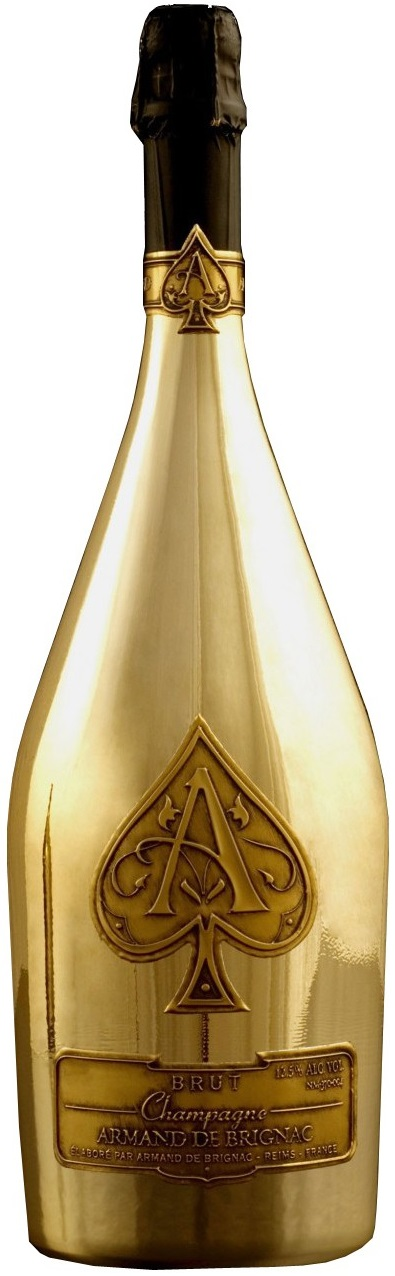
Brut Gold

Die Champagner von Armand de Brignac werden als Prestige-Cuvées aus mehreren Jahrgängen von Grundweinen hergestellt. Die opaken, metallenen  Flaschen tragen charakteristische Zinnetiketten mit einem Pik-As-Logo. Armand de Brignac bietet drei verschiedene Prestige-Cuvées an. Die seit 2006 erhältliche Brut Gold Cuvée wird aus den drei Champagner-Leitsorten Pinot Noir, Pinot Meunier und Chardonnay hergestellt. Dabei werden ausschließlich Trauben aus Weinorten verwendet, die durch das CIVC als Premier Cru oder Grand Cru klassifiziert sind. Lediglich 44 der insgesamt 319 Weinbaugemeinden in der Champagne tragen diese Auszeichnung. Die beiden weiteren Cuvées, Armand de Brignac Rosé und Armand de Brignac Blanc de Blancs, sind seit 2008 auf dem Markt.

### Flaschengrößen
Armand de Brignac revolutionierte die großformatigen Champagnerflaschen der Luxuswelt und bietet Flaschen der Größen 750 Milliliter, 1.5, 3, 6, 15 und seit 2011 30 Liter an. Der 15L Rosé Nebukadnezar ist die größte Rosé-Champagnerflasche der Welt. Die jemals größte Flasche ist der Brut Gold Midas. Er wiegt mehr als 45 Kilogramm, ist knapp 1,5 Meter hoch und benötigt mehrere Personen zum Transport der Flasche und Einschenken des Getränks.

## Kultur und Medien
Armand de Brignac war der offizielle Champagner des Deutschen Filmpreises 2011 und 2012. Jeder Preisträger erhielt eine Flasche Brut Gold. Flaschen der Marke wurde im Jay-Z Musikvideo Show Me What You Got gezeigt. In Hip-Hop Songtexten ist die Marke auch unter der Bezeichnung „Ace of Spades“ bekannt. Der Champagner wird auch als das „neue Cristal“ bezeichnet. Beyoncé wies 2013 auf die Marke auf ihrem gleichnamigen Album im Song Drunk in Love hin.
Im Juni 2011 gab Mark Cuban 90.000 US-Dollar für eine 15 Liter Armand de Brignac-Flasche anlässlich des NBA-Sieges der Dallas Mavericks aus. Eine Woche später überholten die Boston Bruins die Mavericks und bestellten eine Midas-Flasche (30 Liter) Champagner für 100.000 USD. Im Jahr 2011 wurden nur sechs der Flaschen produziert. Der Glücksspieler Don Johnson erwarb im Londoner One For One Nachtclub eine weitere 30L-Flasche des Champagners für 120.000 Pfund, um den Weltrekord für den teuersten gekauften Champagner zu erhalten.

## Auszeichnungen
In einer von der Fachzeitschrift Fine Champagne Magazine durchgeführten Blindverkostung, bei der insgesamt 1.000 Champagnermarken bewertet wurden, erhielt Armand de Brignac Brut Gold im November 2009 die Auszeichnung als „bester Champagner der Welt“.